# Phallaceae
Phallaceae Corda [Phalloideae], Icon. fung. (Prague) 5: 29 (1842).
Phallaceae è una famiglia di funghi basidiomiceti appartenente all'ordine Phallales.
Ad essa appartengono specie saprofite terricole.

## Descrizione della famiglia
Il carpoforo da giovane ha forma di uovo ricoperto da uno strato gelatinoso che circonda la gleba bruno verdastra.
Negli esemplari adulti il carpoforo, in alcune specie, si allunga fino ad assumere una forma di fallo.
Le spore sono ellissoidali e lisce.
A maturità questi funghi hanno un odore intenso e fetido che attrae gli insetti favorendo la dispersione delle spore.
Nonostante ciò alcune specie, nello stadio giovanile, sono commestibili.

## Generi di Phallaceae
Il genere tipo è Phallus Junius ex L., altri generi inclusi sono:
- Aporophallus
- Aseroe
- Blumenavia
- Calvarula
- Clathrus (fam. Clathraceae)
- Claustula
- Colus
- Echinophallus
- Endophallus
- Gelopellis
- Ileodictyon
- Itajahya
- Kobayasia
- Laternea
- Ligiella
- Lysurus
- Mutinus
- Neolysurus
- Protubera
- Protuberella
- Pseudoclathrus
- Pseudocolus
- Staheliomyces

## Galleria d'immagini

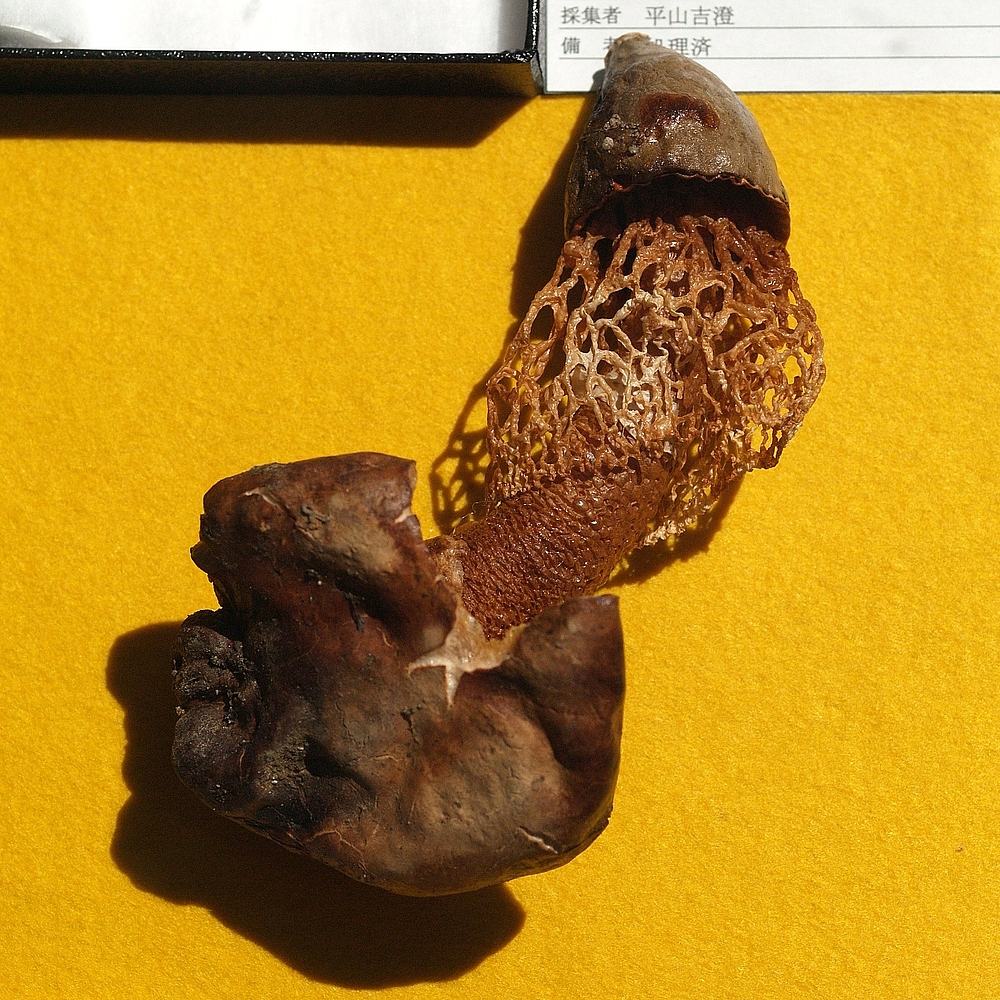
Phallus indusiatus Vent.
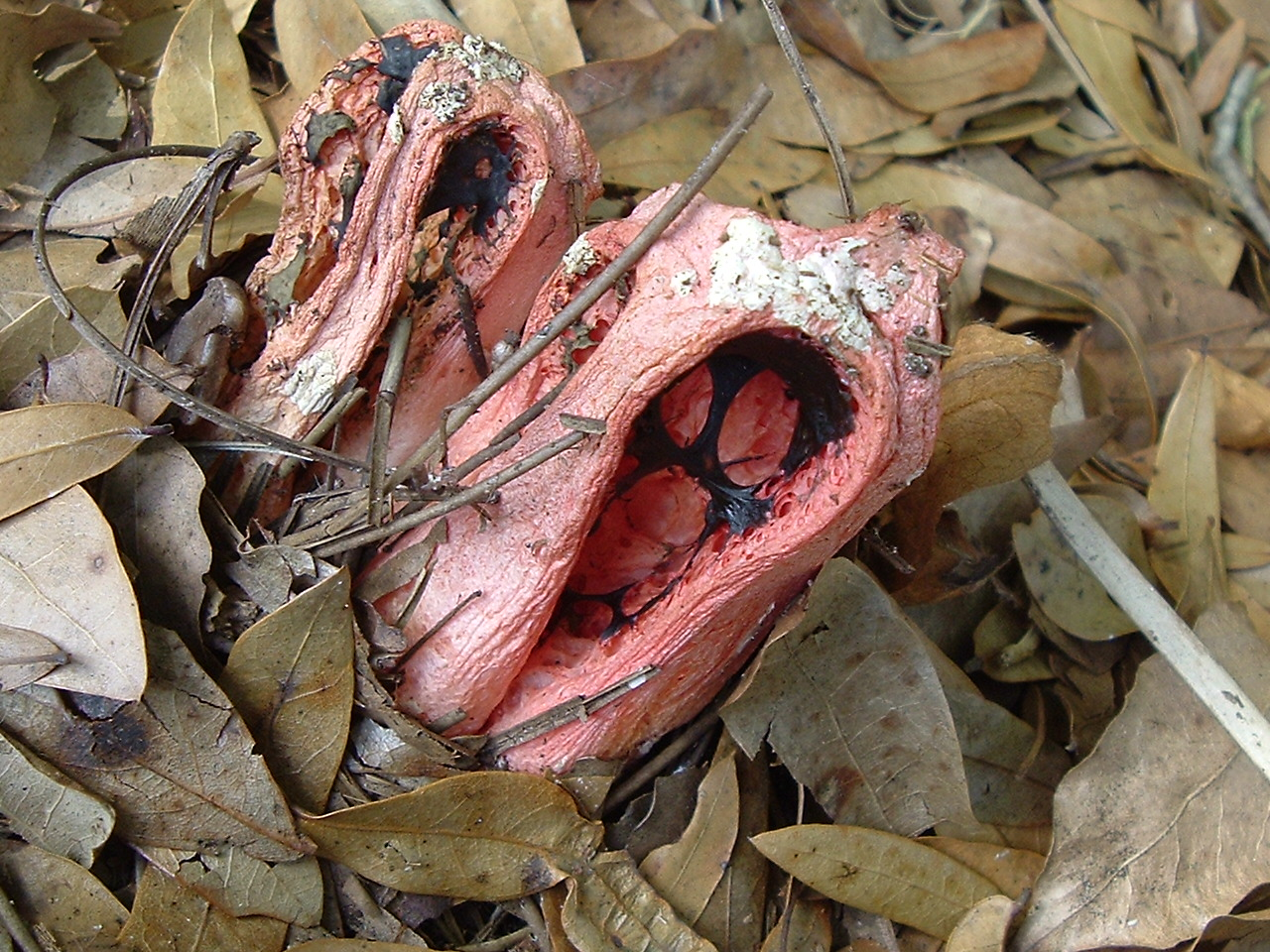
Clathrus columnatus Bosc
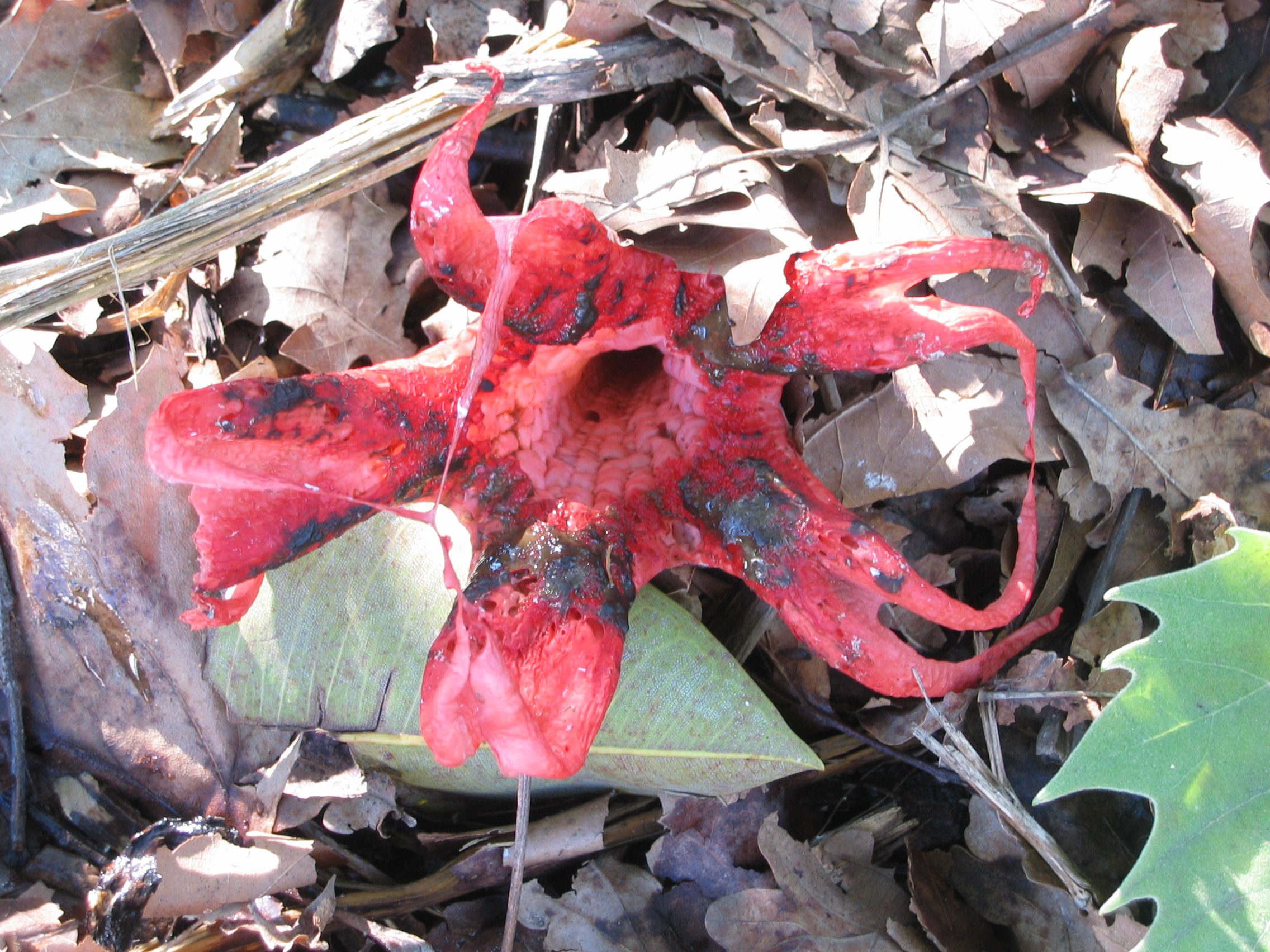
Clathrus archeri (Berk.) Dring
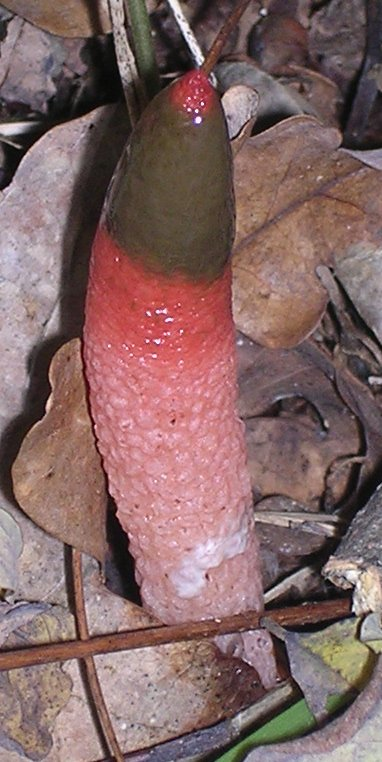
Mutinus caninus (Huds.) Fr.